# Победа (Нововаршавский район)
Победа — село в Нововаршавском районе Омской области России. Административный центр Победовского сельского поселения. Население 1079 чел. (2010) .

## История
В соответствии с Законом Омской области от 30 июля 2004 года № 548-ОЗ «О границах и статусе муниципальных образований Омской области» село возглавило образованное муниципальное образование «Победовское сельское поселение».

## География
Победа находится в юго-восточной части региона, в пределах Ишимской равнины, являющейся частью Западно-Сибирской равнины.
Уличная сеть состоит из 13 географических объектов:
ул. Зелёная, ул. Карбышева, ул. Комарова, ул. Лавриненко, ул. Лесхозная, ул. Нагорного, ул. Новая, ул. Специалистов, ул. Степная, ул. Целинная, ул. Центральная, ул. Школьная, ул. Юбилейная.
Абсолютная высота — 95 м над уровнем моря.

## Население
| 2010 |
| ---- |
| 1079 |

Гендерный состав
По данным Всероссийской переписи населения 2010 года в гендерной структуре населения из 1079 человек мужчин — 475, женщин — 604 (44,0 и	56,0 % соответственно).
Национальный состав
Согласно результатам переписи 2002 года, в национальной структуре населения русские составляли 58 %, казахи 26 % от общей численности населения в 1079 чел..

## Инфраструктура
«Победовская средняя общеобразовательная школа», ул. Нагорного, 4.
Победовская амбулатория БУЗОО «Нововаршавская ЦРБ», ул. Центральная, д. 19.
Администрация поселения.
Почтовое отделение 646842 (Зеленая ул, 1).

## Транспорт
Автодорога «Красный Яр — Победа» (идентификационный номер 52 ОП МЗ Н-289) длиной 17,50 км..
Просёлочные дороги.